# 鬼地方
《鬼地方》是台灣作家陳思宏的長篇小說，為其「夏日三部曲」的首部作品。

## 創作背景

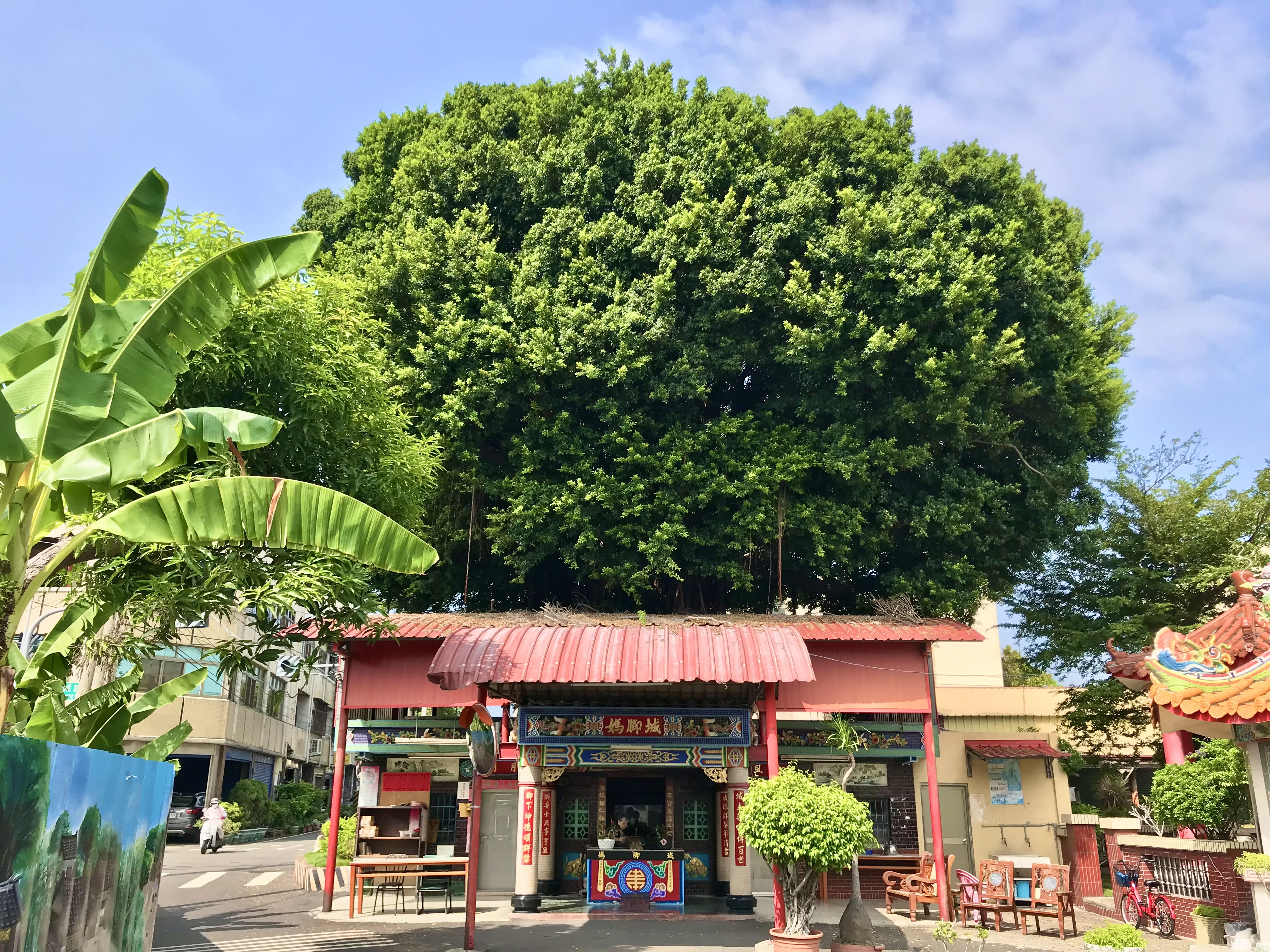
永靖城腳媽宮

對於書寫起因，陳思宏是43歲時，因久居海外懷念故鄉彰化縣永靖鄉，想起故鄉的城腳媽廟的童年回憶，便以此廟作重要場景，描寫主角陳天宏在中元節回鄉，與五個姐姐的故事。劇情以各個家庭成員的視角出發，各自時間線與事件相互穿插，最終拼湊出主角一家三代的歷史。而主角的名字、家中排行、經歷等都和作者類似，且書中部分情事為作者真實經歷，故本書被認為是作者的「類自傳」。

## 反響
本書在2020年獲得金鼎獎與台灣文學獎，台灣文學獎評審青睞本書的複雜敘事、家族與個人的相纏。該書在2021年獲文化部翻譯計畫補助，英譯版《Ghost Town》在2022年於英、美等地出版。
台灣大學台文所副教授兼所長張文薰評論道《鬼地》、《樓上的好人》、《佛羅里達變形記》，這『夏日三部曲』在提煉台灣城鎮意象層次上，「翻新了台灣鄉土文學的論述能量」。
英譯版出版後獲得好評，紐約時報將其列入2022年秋季書單、图书馆杂志將其列入2022年世界最佳文學清單。紐約時報評論該書有如行李箱，裝滿了眾多交纏不已的元素。此後該書風靡世界各地，陸續有十數種語言翻譯本出版。
民音社在2023年將此書翻為韓文，並成為隔年外語書籍銷售最佳者。該出版社稱，鬼地方讓台灣文學在韓國風行。
阮劇團將本書改編為戲劇，並在2024年時於作者故鄉彰化首演。